# Superliga Daneză
Superliga Daneză este cea mai importantă competiție fotbalistică din Danemarca.
Fondată în 1991, Superliga Daneză a înlocuit Divizia 1 Daneză ca cea mai înaltă ligă de fotbal din Danemarca. De la începutul anului 1991, au participat 10 echipe. Sezonul de deschidere a Superliga a fost jucat în primăvara anului 1991, cele zece echipe înfruntându-se de câte două ori pentru titlul de campioană. Din vara anului 1991, structura turneului se va întinde pe doi ani calendaristici. Cele 10 echipe se înfruntă de două ori în prima jumătate a turneului. În primăvara următoare, ultimele două echipe aveau să fie tăiate, punctele echipelor erau reduse la jumătate, iar restul de opt echipe jucau încă o dată de câte două ori cu fiecare, pentru un total de 32 de jocuri într-un sezon.
Această practică a fost abandonată înainte de sezonul 1995-1996 , când numărul de echipe care participă a crescut la 12, înfruntându-se între ele de trei ori pentru 33 de meciuri pe sezon de Superliga. Pentru primul sezon al acestei noi structuri, Coca-Cola a devenit sponsorul de nume al ligii, care a fost apoi numită Coca-Cola Ligaen. După un singur sezon sub acest nume, Faxe Brewery a devenit sponsor, iar liga și-a schimbat numele în Faxe Kondi Ligaen. Înainte de sezonul 2001-2002, Scandinavian Airlines System (SAS) a devenit sponsorul principal, iar numele turneului s-a schimbat în SAS Ligaen. Din ianuarie 2015, Superliga daneză va fi cunoscută sub numele de Alka Superliga, deoarece compania daneză de asigurări Alka a devenit sponsor principal.

## Campioane - Denumirea și perioada

### Landsfodboldturneringen - National Football Tournament(1913–1927)
| An      | Campion (titluri)                                                | Runners-up                                                       |
| ------- | ---------------------------------------------------------------- | ---------------------------------------------------------------- |
| 1912–13 | KB (1)                                                           | B 1901                                                           |
| 1913–14 | KB (2)                                                           | B 93                                                             |
| 1914–15 | nu a avut loc nicio competiție din cauza Primului Război Mondial | nu a avut loc nicio competiție din cauza Primului Război Mondial |
| 1915–16 | B 93 (1)                                                         | KB                                                               |
| 1916–17 | KB (3)                                                           | AB                                                               |
| 1917–18 | KB (4)                                                           | Randers Freja                                                    |
| 1918–19 | AB (1)                                                           | B 1901                                                           |
| 1919–20 | B 1903 (1)                                                       | B 1901                                                           |
| 1920–21 | AB (2)                                                           | AGF                                                              |
| 1921–22 | KB (5)                                                           | B 1901                                                           |
| 1922–23 | Frem (1)                                                         | AGF                                                              |
| 1923–24 | B 1903 (2)                                                       | B 1913                                                           |
| 1924–25 | KB (6)                                                           | AGF                                                              |
| 1925–26 | B 1903 (3)                                                       | B 1901                                                           |
| 1926–27 | B 93 (2)                                                         | Skovshoved                                                       |

### Danmarksmesterskabsturneringen - Denmark's Championship Tournament(1928–1929)
| An      | Campion (titluri) | Vicecampion       | Golgheter     |
| ------- | ----------------- | ----------------- | ------------- |
| 1927–28 | Niciun câștigător | Niciun câștigător | Nedisponibil. |
| 1928–29 | B 93 (3)          | KB                | Nedisponibil. |

### Mesterskabsserien - The Championship Series(1929-1940)
| An      | Campion (titluri) | Vicecampion   | Golgheter (club) (goluri)                      |
| ------- | ----------------- | ------------- | ---------------------------------------------- |
| 1929–30 | B 93 (4)          | Frem          | Nedisponibil                                   |
| 1930–31 | Frem (2)          | KB            |                                                |
| 1931–32 | KB (7)            | AB            |                                                |
| 1932–33 | Frem (3)          | B 93          |                                                |
| 1933–34 | B 93 (5)          | B 1903        |                                                |
| 1934–35 | B 93 (6)          | Frem          |                                                |
| 1935–36 | Frem (4)          | AB            |                                                |
| 1936–37 | AB (3)            | Frem          | Pauli Jørgensen (Frem) (19)                    |
| 1937–38 | B 1903 (4)        | Frem          | Knud Andersen (B 1903) (23)                    |
| 1938–39 | B 93 (7)          | KB            | Erik Petersen (B 93) (27)                      |
| 1939–40 | KB (8)            | Fremad Amager | Frede Jensen (Køge) and Kaj Hansen (B 93) (12) |

### Krigsturneringen- The War Tournament(1940-1945)
| An      | Campion (titluri) | Vicecampion   |
| ------- | ----------------- | ------------- |
| 1940–41 | Frem (5)          | Fremad Amager |
| 1941–42 | B 93 (8)          | AB            |
| 1942–43 | AB (4)            | KB            |
| 1943–44 | Frem (6)          | AB            |
| 1944–45 | AB (5)            | AGF           |

### Division I (1946–1990)
| An      | Campion (titluri) | Vicecampion   | Golgheter (club) (goluri)                                                           |
| ------- | ----------------- | ------------- | ----------------------------------------------------------------------------------- |
| 1945–46 | B 93 (9)          | KB            | Jørgen Leschly Sørensen (B 93) (16)                                                 |
| 1946–47 | AB (6)            | KB            | Helge Broneé (ØB) (21)                                                              |
| 1947–48 | KB (9)            | Frem          | John Hansen (Frem) (20)                                                             |
| 1948–49 | KB (10)           | AB            | Jørgen Leschly Sørensen (OB) (16)                                                   |
| 1949–50 | KB (11)           | AB            | James Rønvang (AB) (15)                                                             |
| 1950–51 | AB (7)            | OB            | James Rønvang (AB), Henning Bjerregaard (B 93) and Jens Peter Hansen (Esbjerg) (11) |
| 1951–52 | AB (8)            | Køge          | Valdemar Kendzior (Skovshoved) and Poul Erik Petersen (Køge) (13)                   |
| 1952–53 | KB (12)           | Skovshoved    | Valdemar Kendzior (Skovshoved) (17)                                                 |
| 1953–54 | Køge (1)          | KB            | Jens-Carl Kristensen (AB) (12)                                                      |
| 1954–55 | AGF (1)           | AB            | Henning Jensen (Frem) (17)                                                          |
| 1955–56 | AGF (2)           | Esbjerg       | Gunnar Kjeldberg (AGF) (18)                                                         |
| 1956–57 | AGF (3)           | AB            | Søren Andersen (Frem) (27)                                                          |
| 1958    | Vejle (1)         | Frem          | Henning Enoksen (Vejle) (27)                                                        |
| 1959    | B 1909 (1)        | KB            | Per Jensen (KB) (20)                                                                |
| 1960    | AGF (4)           | KB            | Harald Nielsen (Frederikshavn) (19)                                                 |
| 1961    | Esbjerg (1)       | KB            | Jørgen Ravn (KB) (26)                                                               |
| 1962    | Esbjerg (2)       | B 1913        | Henning Enoksen (AGF) and Carl Emil Christiansen (Esbjerg) (24)                     |
| 1963    | Esbjerg (3)       | B 1913        | Mogens Haastrup (B 1909) (21)                                                       |
| 1964    | B 1909 (2)        | AGF           | Jørgen Ravn (KB) (21)                                                               |
| 1965    | Esbjerg (4)       | Vejle         | Per Petersen (B 1903) (18)                                                          |
| 1966    | Hvidovre (1)      | Frem          | Henning Enoksen (AGF) (16)                                                          |
| 1967    | AB (9)            | Frem          | Leif Nielsen (Frem) (15)                                                            |
| 1968    | KB (13)           | Esbjerg       | Niels-Christian Holmstrøm (KB) (23)                                                 |
| 1969    | B 1903 (5)        | KB            | Steen Rømer Larsen (B 1903) (15)                                                    |
| 1970    | B 1903 (6)        | AB            | Ole Forsing (B 1903) (18)                                                           |
| 1971    | Vejle (2)         | Hvidovre      | Uffe Brage (KB) and John Nielsen (B 1901) (19)                                      |
| 1972    | Vejle (3)         | B 1903        | Karsten Lund (Vejle) and John Nielsen (B 1901) (16)                                 |
| 1973    | Hvidovre (2)      | Randers Freja | Hans Aabech (Hvidovre) (28)                                                         |
| 1974    | KB (14)           | Vejle         | Niels-Christian Holmstrøm (KB) (24)                                                 |
| 1975    | Køge (2)          | Holbæk        | Bjarne Petersen (KB) (25)                                                           |
| 1976    | B 1903 (7)        | Frem          | Mogens Jespersen (AaB) (22)                                                         |
| 1977    | OB (1)            | B 1903        | Allan Hansen (OB) (23)                                                              |
| 1978    | Vejle (4)         | Esbjerg       | John Eriksen (OB) (22)                                                              |
| 1979    | Esbjerg (5)       | KB            | John Eriksen (OB) (20)                                                              |
| 1980    | KB (15)           | Næstved       | Hans Aabech (KB) (19)                                                               |
| 1981    | Hvidovre (3)      | Lyngby        | Allan Hansen (OB) (28)                                                              |
| 1982    | OB (2)            | AGF           | Ib Jacquet (Vejle) (20)                                                             |
| 1983    | Lyngby (1)        | OB            | Vilhelm Munk Nielsen (OB) (20)                                                      |
| 1984    | Vejle (5)         | AGF           | Steen Thychosen (Vejle) (24)                                                        |
| 1985    | Brøndby (1)       | Lyngby        | Lars Bastrup (Ikast) (20)                                                           |
| 1986    | AGF (5)           | Brøndby       | Claus Nielsen (Brøndby) (16)                                                        |
| 1987    | Brøndby (2)       | Ikast FS      | Claus Nielsen (Brøndby) (20)                                                        |
| 1988    | Brøndby (3)       | Næstved       | Bent Christensen (Brøndby) (21)                                                     |
| 1989    | OB (3)            | Brøndby       | Miklos Molnar (Frem), Flemming Christensen (Lyngby) and Lars Jakobsen (OB) (14)     |
| 1990    | Brøndby (4)       | B 1903        | Bent Christensen (Brøndby) (17)                                                     |

### Superligaen (1991- prezent)
| An      | Campion (titluri)    | Vicecampion     | Golgheter (club) (goluri)                                                                             |
| ------- | -------------------- | --------------- | --- |
| 1991    | Brøndby (5)          | Lyngby          | Bent Christensen (Brøndby) (11)                                                                       |
| 1991–92 | Lyngby (2)           | B 1903          | Peter Møller (AaB) (17)                                                                               |
| 1992–93 | F.C. Copenhagen (1)  | OB              | Peter Møller (AaB) (22)                                                                               |
| 1993–94 | Silkeborg (1)        | F.C. Copenhagen | Søren Frederiksen (Silkeborg) (18)                                                                    |
| 1994–95 | AaB (1)              | Brøndby         | Erik Bo Andersen (AaB) (24)                                                                           |
| 1995–96 | Brøndby (6)          | AGF             | Thomas Thorninger (AGF) (20)                                                                          |
| 1996–97 | Brøndby (7)          | Vejle           | Miklos Molnar (Lyngby) (26)                                                                           |
| 1997–98 | Brøndby (8)          | Silkeborg       | Ebbe Sand (Brøndby) (28)                                                                              |
| 1998–99 | AaB (2)              | Brøndby         | Heine Fernandez (Viborg) (23)                                                                         |
| 1999–00 | Herfølge (1)         | Brøndby         | Peter Lassen (Silkeborg) (16)                                                                         |
| 2000–01 | F.C. Copenhagen (2)  | Brøndby         | Peter Graulund (Brøndby) (21)                                                                         |
| 2001–02 | Brøndby (9)          | F.C. Copenhagen | Peter Madsen (Brøndby) and Kaspar Dalgas (OB) (22)                                                    |
| 2002–03 | F.C. Copenhagen (3)  | Brøndby         | Søren Frederiksen (Viborg) and Jan Kristiansen (Esbjerg) (18)                                         |
| 2003–04 | F.C. Copenhagen (4)  | Brøndby         | Steffen Højer (OB), Mohamed Zidan (FC Midtjylland), Tommy Bechmann (Esbjerg) and Mwape Miti (OB) (19) |
| 2004–05 | Brøndby (10)         | F.C. Copenhagen | Steffen Højer (OB) (20)                                                                               |
| 2005–06 | F.C. Copenhagen (5)  | Brøndby         | Steffen Højer (Viborg) (16)                                                                           |
| 2006–07 | F.C. Copenhagen (6)  | FC Midtjylland  | Rade Prica (AaB) (19)                                                                                 |
| 2007–08 | AaB (3)              | FC Midtjylland  | Jeppe Curth (AaB) (17)                                                                                |
| 2008–09 | F.C. Copenhagen (7)  | OB              | Morten Nordstrand (FC København) and Marc Nygaard (Randers) (16)                                      |
| 2009–10 | F.C. Copenhagen (8)  | OB              | Peter Utaka (OB) (18)                                                                                 |
| 2010–11 | F.C. Copenhagen (9)  | OB              | Dame N'Doye (FC København) (25)                                                                       |
| 2011–12 | FC Nordsjælland (1)  | F.C. Copenhagen | Dame N'Doye (FC København) (18)                                                                       |
| 2012–13 | F.C. Copenhagen (10) | FC Nordsjælland | Andreas Cornelius (FC København) (18)                                                                 |
| 2013–14 | AaB (4)              | F.C. Copenhagen | Thomas Dalgaard (Viborg) (18)                                                                         |
| 2014–15 | FC Midtjylland (1)   | F.C. Copenhagen | Martin Pusic (Esbjerg/FC Midtjylland) (17)                                                            |
| 2015–16 | F.C. Copenhagen (11) | SønderjyskE     | Lukas Spalvis (AaB) (18)                                                                              |
| 2016–17 | F.C. Copenhagen (12) | Brøndby         | Marcus Ingvartsen (FC Nordsjælland) (23)                                                              |
| 2017–18 | FC Midtjylland (2)   | Brøndby         | Pål Alexander Kirkevold (Hobro IK) (22)                                                               |
| 2018–19 | F.C. Copenhagen (13) | FC Midtjylland  | Robert Skov (FC Copenhagen) (29)                                                                      |
| 2019–20 | FC Midtjylland (3)   | F.C. Copenhagen | Ronnie Schwartz (Silkeborg IF/FC Midtjylland) (18)                                                    |
| 2020–21 | Brøndby (11)         | FC Midtjylland  | Mikael Uhre (Brøndby) (19)                                                                            |
| 2021–22 | F.C. Copenhagen (14) | FC Midtjylland  | Nicklas Helenius (Silkeborg IF) (17)                                                                  |
| 2022–23 | F.C. Copenhagen (15) | FC Nordsjælland | Gustav Isaksen (FC Midtjylland) (18)                                                                  |
| 2023–24 | FC Midtjylland (4)   | Brøndby         | German Onugkha (Vejle) (15)                                                                           |
| 2024–25 | F.C. Copenhagen (16) | FC Midtjylland  | Patrick Mortensen (AGF) (20)                                                                          |

## Campioane
Titluri câștigate de club (%)
     F.C. Copenhagen – 16 (14,4%)
     Kjøbenhavns Boldklub - 15 (13,6%)
     Brøndby IF - 11 (10%)
     Akademisk Boldklub - 9 (8,2%)
     Boldklubben af 1893 - 9 (8,2%)
     Boldklubben 1903 - 7 (6,4%)
     Boldklubben Frem - 6 (5,5%)
     Other Teams - 38 (34,5%)
Următoarele 20 de cluburi au câștigat prima ligă din fotbalul danez. Față de România, in Danemarca campioanele primesc o stea de aur la fiecare 5 titluri câștigate. 
| Club            | Titluri | Vicecampioni | Anii câștigători |
| --------------- | ------- | ------------ | --- |
| F.C. Copenhagen | 16      | 7            | 1992–93, 2000–01, 2002–03, 2003–04, 2005–06, 2006–07, 2008–09, 2009–10, 2010–11, 2012–13, 2015–16, 2016–17, 2018–19, 2021–22, 2022–23, 2024–25 |
| KB              | 15      | 13           | 1912–13, 1913–14, 1916–17, 1917–18, 1921–22, 1924–25, 1931–32, 1939–40, 1947–48, 1948–49, 1949–50, 1952–53, 1968, 1974, 1980                   |
| Brøndby         | 11      | 12           | 1985, 1987, 1988, 1990, 1991, 1995–96, 1996–97, 1997–98, 2001–02, 2004–05, 2020–21                                                             |
| AB              | 9       | 10           | 1918–19, 1920–21, 1936–37, 1942–43, 1944–45, 1946–47, 1950–51, 1951–52, 1967                                                                   |
| B 93            | 9       | 2            | 1915–16, 1926–27, 1928–29, 1929–30, 1933–34, 1934–35, 1938–39, 1941–42, 1945–46                                                                |
| B 1903          | 7       | 5            | 1919–20, 1923–24, 1925–26, 1937–38, 1969, 1970, 1976                                                                                           |
| Frem            | 6       | 9            | 1922–23, 1930–31, 1932–33, 1935–36, 1940–41, 1943–44                                                                                           |
| AGF             | 5       | 8            | 1954–55, 1955–56, 1956–57, 1960, 1986 |
| Vejle           | 5       | 3            | 1958, 1971, 1972, 1978, 1984 |
| Esbjerg         | 5       | 3            | 1961, 1962, 1963, 1965, 1979 |
| FC Midtjylland  | 4       | 6            | 2014–15, 2017–18, 2019–20, 2023–24 |
| AaB             | 4       | –            | 1994–95, 1998–99, 2007–08, 2013–14 |
| OB              | 3       | 6            | 1977, 1982, 1989 |
| Hvidovre        | 3       | 1            | 1966, 1973, 1981 |
| Lyngby          | 2       | 3            | 1983, 1991–92 |
| Køge            | 2       | 1            | 1953–54, 1975 |
| B 1909          | 2       | –            | 1959, 1964 |
| FC Nordsjælland | 1       | 2            | 2011–12 |
| Silkeborg       | 1       | 1            | 1993–94 |
| Herfølge        | 1       | –            | 1999–2000 |

- Cluburile cu bold joacă în top.
- Cluburile italice au fuzionat și au creat suprastructuri.

### Total titluri câștigate pe orașe
Cele 20 de cluburi câștigătoare de titlu au venit dintr-un total de 10 orașe. Cel mai de succes oraș este Copenhaga.
| Orașe     | Titluri | Cluburi câștigătoare                                                                                          |
| --------- | ------- | --- |
| Copenhaga | 78      | F.C. Copenhagen (16), KB (15), Brøndby (11), AB (9), B 93 (9), B 1903 (7), Frem (6), Hvidovre (3), Lyngby (2) |
| Aarhus    | 5       | AGF (5) |
| Esbjerg   | 5       | Esbjerg fB (5)                                                                                                |
| Odense    | 5       | OB (3), B 1909 (2)                                                                                            |
| Vejle     | 5       | Vejle Boldklub (5)                                                                                            |
| Herning   | 4       | FC Midtjylland (4)                                                                                            |
| Aalborg   | 4       | AaB (4) |
| Køge      | 3       | Køge (2), Herfølge (1)                                                                                        |
| Farum     | 1       | FC Nordsjælland (1)                                                                                           |
| Silkeborg | 1       | Silkeborg IF (1)                                                                                              |